# 巴西櫻桃
巴西櫻桃（学名：Eugenia brasiliensis）为桃金孃科番櫻桃屬下的一个种。